# Essertaux
Essertaux település Franciaországban, Somme megyében. Lakosainak száma 270 fő (2022. január 1.). Essertaux Ailly-sur-Noye, Bosquel, Flers-sur-Noye, Jumel, Oresmaux és Ô-de-Selle községekkel határos.

## Népesség
A település népességének változása:
| Lakosok száma | 254  | 264  | 268  | 262  | 261  | 260  | 261  | 267  | 270  |
|               | 2013 | 2015 | 2016 | 2017 | 2018 | 2019 | 2020 | 2021 | 2022 |